# Marina Viejo
Marina Viejo Mañanes (Madrid,  6 de abril de 1996) es una ex gimnasta rítmica española que formó parte de la selección nacional de gimnasia rítmica de España en la modalidad de conjuntos, integrando así la generación de gimnastas conocida como el Equipaso. Su logro más importante es el bronce en 10 mazas en la Copa del Mundo de Sofía (2014).

## Biografía deportiva

### Inicios
Empezó a practicar gimnasia rítmica con 5 años de edad, aunque inicialmente también probó suerte con otros deportes como tenis, atletismo, natación o karate. En 2002 entró en el Club Gimnasia Rítmica Venus de Toledo, para después pasar al Club Gimnasia Rítmica Distrito III de Alcalá de Henares (Madrid), aunque siguió viviendo en Toledo. En 2010, como individual, fue campeona de España por clubes en categoría júnior en Zaragoza.

### Etapa en la selección nacional
En 2011 entró en la selección nacional de gimnasia rítmica de España, pasando a formar parte del conjunto español sénior y entrenando en el Centro de Alto Rendimiento de Madrid, aunque no fue gimnasta titular en una competición hasta 2014. El conjunto estaba entrenado por la seleccionadora nacional Anna Baranova junto a Sara Bayón. Participó desde entonces en varias exhibiciones con el conjunto suplente, como las realizadas en julio de 2011 y febrero de 2012 en Alicante, en junio de 2012 en San Cugat del Vallés, en noviembre de 2012 en el Euskalgym, en marzo de 2013 en La Moraleja y en abril en Tres Cantos. El 23 de junio de 2013, Marina actuó por primera vez con el conjunto titular sénior durante una exhibición en Valladolid, concretamente en el ejercicio de 3 pelotas y 2 cintas. Después de que sus compañeras se proclamaran campeonas del mundo en septiembre, participó con ellas en una gira donde actuó en varias coreografías de exhibición, como las realizadas en el Arnold Classic Europe en Madrid y la Gala Solidaria a favor del Proyecto Hombre en Burgos, y posó en un calendario del equipo cuyo fin era recaudar dinero para costear las próximas competiciones. Para 2014 el conjunto mantuvo el ejercicio de 10 mazas del año anterior, que tenía como música «A ciegas» de Miguel Poveda, y se estrenó el de 3 pelotas y 2 cintas, que usaba los temas «Intro» y «Mascara» de Violet. A comienzos de ese año, Marina sufrió una lesión. En abril, Marina participó en sendas exhibiciones con el conjunto suplente en el Día Internacional del Deporte para el Desarrollo y la Paz, organizado en el CSD, y en 10 mazas en la Copa de la Reina en Guadalajara.
El 9 de agosto de 2014 debutó por primera vez como titular del conjunto en la prueba de la Copa del Mundo en Sofía, compitiendo en el ejercicio de 3 pelotas y 2 cintas. La lesión de la gimnasta Artemi Gavezou hizo que tuviera que ser reemplazada por Marina en el mixto y por Adelina Fominykh en el ejercicio de mazas. El conjunto obtuvo el 4º puesto en el concurso general, a solo 5 centésimas del bronce, quedando así por detrás de Italia, Bulgaria y Rusia, que se hizo con el oro. Al día siguiente, consiguieron la medalla de bronce en la final de 10 mazas y el 5º puesto (empatadas con Ucrania y Bielorrusia) en la de 3 pelotas y 2 cintas. El conjunto estuvo integrado en esta competición por Marina, Sandra Aguilar, Adelina Fominykh, Elena López, Lourdes Mohedano y Alejandra Quereda. Tras esta primera internacionalidad, en noviembre de ese año fue recibida en el Ayuntamiento de Toledo por Emiliano García-Page. Ese mismo mes actuó con Claudia Heredia en el acto de entrega de la Real Orden del Mérito Deportivo. El 20 de diciembre de 2014, participó con el resto del conjunto en el homenaje en Palencia a su entrenadora, Sara Bayón, realizando dos exhibiciones. El reconocimiento tuvo lugar en el Pabellón Marta Domínguez.

### Retirada de la gimnasia
El 26 de febrero de 2015, Marina anunció su retirada a través de su página en Facebook. El 7 de marzo de 2015 recibió una Mención Especial en la XXII Gala del Deporte 2014 de la provincia de Toledo. Actualmente estudia Psicología en la Universidad Complutense de Madrid y es entrenadora de gimnasia rítmica en el Club Gimnástico Coslada, donde entrena junto a la también exgimnasta Carolina Malchair.

## Música de los ejercicios
| Año         | Aparatos                               | Música                                                                                                 |
| ----------- | -------------------------------------- | --- |
| 2011 - 2012 | 5 pelotas                              | «Red Violin» de Ikuko Kawai (un tema basado en el adagio del Concierto de Aranjuez)                    |
| 2011 - 2012 | 3 cintas y 2 aros                      | Malagueña de Ernesto Lecuona en las versiones de Stanley Black And His Orchestra y de Plácido Domingo. |
| 2012 - 2013 | Ejercicio de exhibición (Manos libres) | «Gravity» de Sara Bareilles.                                                                           |
| 2013 - 2014 | 10 mazas                               | «A ciegas» de Miguel Poveda.                                                                           |
| 2013        | 3 pelotas y 2 cintas                   | «Still», «Big Palooka» y «Jive and Jump», de The Jive Aces.                                            |
| 2013 - 2014 | Ejercicio de exhibición (Manos libres) | «Untouched» de The Veronicas.                                                                          |
| 2014        | Ejercicio de exhibición (Manos libres) | «Jar of Hearts» de Christina Perri.                                                                    |
| 2014        | 3 pelotas y 2 cintas                   | «Intro» y «Mascara», de Violet.                                                                        |

## Palmarés deportivo

### Selección española
| 2014 - Prueba de la Copa del Mundo en Sofía 4º puesto en concurso general Bronce en 10 mazas 5º puesto en 3 pelotas y 2 cintas |

## Premios, reconocimientos y distinciones
- Mención Especial en la XXII Gala del Deporte 2014 de la provincia de Toledo (2015)[13][11]

## Filmografía

### Publicidad
- Spots de Navidad para Dvillena, entonces patrocinador de la RFEG (2012 y 2013).[14]